# Denkmal der Exekutive

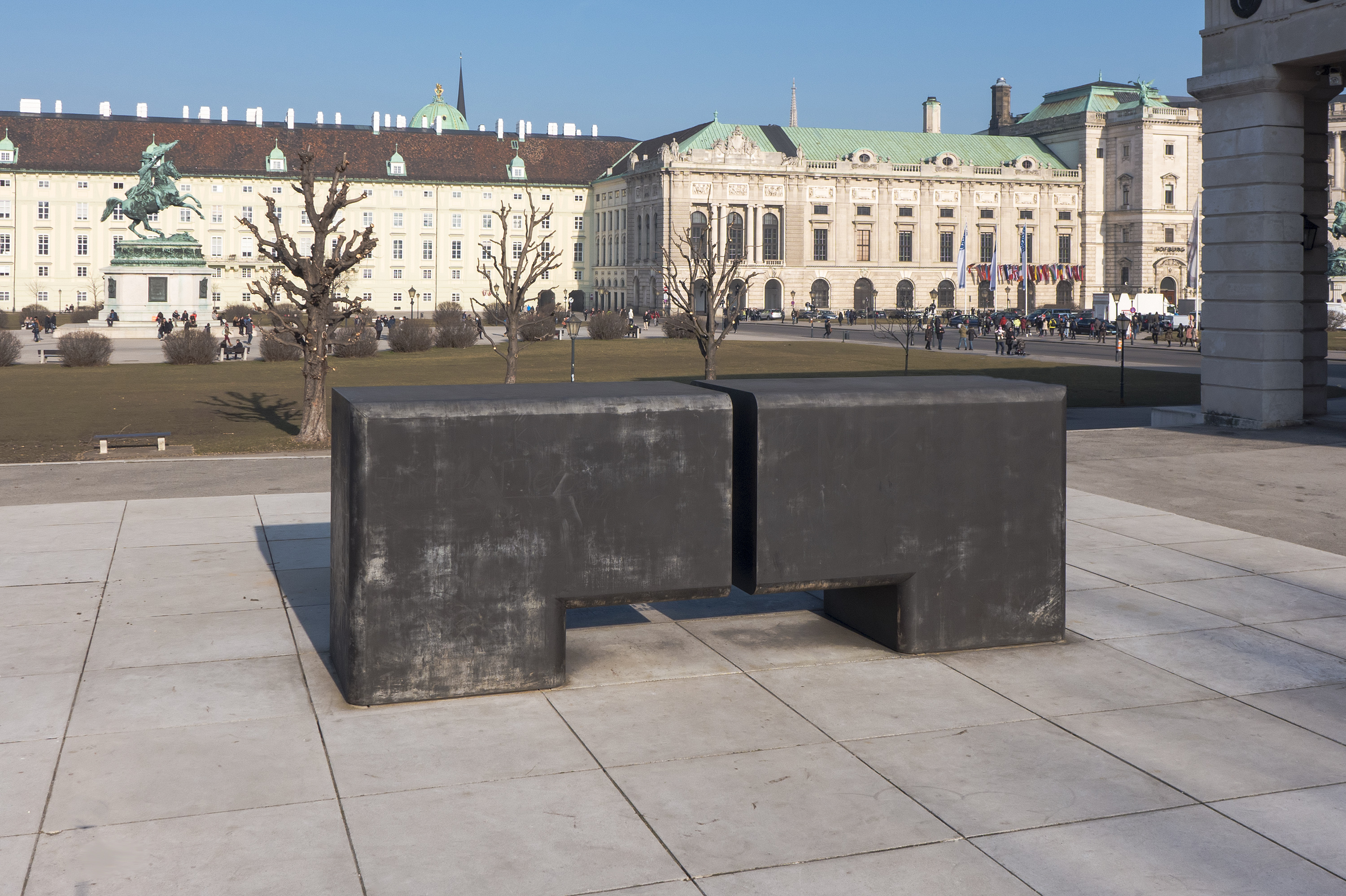
Das Denkmal der Exekutive, dahinter Heldenplatz und Hofburg

Das Denkmal der Exekutive ist ein Denkmal für die im Dienst getöteten Exekutivbediensteten und befindet sich neben dem Äußeren Burgtor im 1. Wiener Gemeindebezirk Innere Stadt. Es wurde im Jahr 2002 von Bundespräsident Thomas Klestil seiner Bestimmung übergeben.

## Geschichte
Die Errichtung des Denkmals wurde auf Betreiben des Kuratoriums Sicheres Österreich, unter dem Vorsitz von Michael Sika, im Jahr 2000 eingeleitet. Ursprünglich waren auch Standorte am Wiener Zentralfriedhof und am Minoritenplatz im Gespräch.

## Das Denkmal
Der Entwurf des Denkmals stammt von Florian Schaumberger. Davor ist im Boden eine Inschrift eingelassen: „Opfer in Erfüllung der Pflicht. Den im Dienst getöteten Polizisten und Gendarmen gewidmet.“